# José Maria Caldeira do Casal Ribeiro
José Maria Caldeira do Casal Ribeiro (Lisboa, 18 de abril de 1825-Madrid, 14 de junio de 1896), conde do Casal Ribeiro, fue un importante político portugués del llamado rotativismo de finales del siglo XIX.

## Biografía
José Maria de Casal Ribeiro fue educado esmeradamente por su padre, el respetable magistrado D. José Vicente, cursó jurisprudencia en la universidad de Coímbra, llegándose a titular en 1848. Por aquellos tiempos publicó dos folletos políticos, con los que se introdujo en la vida pública.
Diputado entre 1851 y 1852 del grupo de los regeneradores, a partir de 1856 participó activamente en la oposición del estado luso frente al ministerio histórico, presidido por el duque de Loudé.
En 1859 sube al poder el partido de la regeneración, siendo nombrado Ministro de Hacienda, cargo que desempeñó brillantemente, aumentando los ingresos públicos y planteando una reforma del sistema tributario.
Iberista como su hermano, el periodista Carlos José Caldeira, sostenía que la principal aliada de Portugal era la nación española, y envió en 1866, fecha en que fue designado como Ministro de Negocios Extranjeros, una circular a los representantes españoles, aunque esta iniciativa no prosperó, debido a la llamada Revolución de Septiembre. Sin embargo, no desistió, llegando a hacerse cargo, en el Ateneo de Madrid, de una conferencia, referente a Brasil, que formaba parte, junto con otras, de un ciclo de conferencias que se impartieron con motivo del centenario del descubrimiento de América, aunque no llegó a darla él, teniendo que ser sustituido.
Embajador de Portugal en Madrid, su repentina muerte a causa de una pulmonía fue muy sentida en dicha villa, donde se le quería y estimaba, tanto por su noble carácter, como por su claro entendimiento, gran cultura y amor a España,

## Obras
Tiene una amplia obra periodística y de opinión, dispersa por numerosos periódicos, siendo autor de las siguientes publicaciones:
- O Soldado e o Povo, Coímbra, 1848.
- Hoje não é Ontem, Lisboa, tipografía de José Baptista Morando, 1848.
- A imprensa e o Conde de Tomar, 1850.
- Carta ao Presidente da Associação Promotora da Educação Popular, 1859.
- Parecer da Maioria da Comissão Especial da Câmara dos Deputados acerca das Congregações Religiosas e do Ensino, 1862.
- Discurso sobre a Questão das Irmãs da Caridade, 1862.
- Rome et L´Europe, 1864.